# Lubrificador de fusos têxteis
É um dispositivo utilizado para lubrificar fusos de máquinas têxteis. Tem a finalidade de remover o óleo usado do interior do fuso, e ao mesmo tempo injetar o óleo novo. Isso ocorre através de uma haste que é introduzida no interior do fuso, onde na extremidade inferior existe um orifício por onde ocorrerá a sucção do óleo, e na extremidade superior há um rebaixo por onde o óleo novo é injetado (A sucção e a injeção ocorrem ao mesmo tempo). É possível também regular a pressão de injeção do óleo, e assim definir a quantidade de óleo que será injetada no fuso.